# Меч на Осман
Мечът на Осман (на турски: Osman'ın Kılıcı) или още и Таклиди сеиф (на османски турски: Taklid-i Seyf) е символ на султанската власт. Връчван е в османския държавен церемониал по възцаряване (на турски: Kılıç alayı) на султаните на Османската империя, а след Селим I – и на халифите на правоверните.
Свързва се с Осман I, основател на Османската династия. Практиката се сочи в записки от неговия ментор и свекър Шейх Едебали.
Държавната церемония по опасване с меча на Осман се провежда в рамките на две седмици след възкачването на султана на престола. Тя се провежда в мавзолейния комплекс в Еюп на Златния рог, като новият султан се качва на борда на кораб и преминава през Константинопол по вода към двореца Топкапъ (където султанът пребивава). Мавзолейният комплекс Еюп е построен от Мехмед II в чест на Абу Аюб ал-Ансари, предводител на Мохамед, загинал по време на първата мюсюлманска обсада на Константинопол през 7 век. Така османските султани получават одобрението и Божията волята на Пророка.
Церемониалът има семантично-символично и приемствено значение, което се свързва с Иконийския султанат и дервишите от ордена Мевлеви още от 1299 г., като първоначално се изпълнявал в Бурса и по-късно бил преместен в Константинопол.
Преди 1909 г. не е било допустимо друговерци да вземат участие в церемонията, но на 10 май 1909 г. при възкачването на Мехмед V за пръв път се допуска участието на представители на всички религиозни общности в Османската империя, както и на Шейх юл-исляма и на главния равин. Церемонията е описана от кореспондента на The New York Times. Последната церемония с меча на Мехмед VI даже е кинематографирана.